# ドルナスポーツ
ドルナスポーツ (Dorna Sports, S.L.) は、ロードレース世界選手権（MotoGP）とスーパーバイク世界選手権（SBK）の商標権を保有する会社である。運営・放映権管理・マネジメントなどを統括している。
1988年に国際的なスポーツマネージメントとマーケティングの会社として設立された。本社はマドリードで、バルセロナ、アムステルダム、ロンドン、ローマに支社や子会社を置いている。
当初はバネストによって、Dorna promoción del deporteの名前で設立され、事業が国際的に拡大した1998年に、CVC キャピタル・パートナーズに売却、Dorna Sportsに改名した。プライベート・エクイティ・ファンドのブリッジポイントが2006年以来、ドルナの主要株主だった。
2024年4月1日、リバティメディアがMotoGPとSBKの買収に合意したと発表。統括していたドルナスポーツの株式を約86％取得した。買収額は42億ユーロと発表された。

## 保有権利
1992年以来、ドルナはロードレース世界選手権に関連する、全ての商業権とテレビ放映権を独占的に保有しており、2013年からは、スーパーバイク世界選手権の独占保有者でもある。2001年からはスーパークロスGP世界選手権の権利も有する。また、スペインロードレース選手権 (Spanish Road Racing Championship, CEV) 、ブリティッシュスーパーバイク選手権 (British Superbike Championship, BSB) 、トライアル世界選手権（屋内および屋外）など、他のモータースポーツのマネージメント、マーケティングにも参加している。
2024年4月1日、リバティ・メディアがドルナスポーツを買収した。　

## 参照
1. ↑  http://www.crash.net/motogp/news/184606/1/motogp_and_world_superbikes_brought_together.html
2. ↑  リバティ・メディア、MotoGPとSBKの買収合意を発表。2016年にはF1も買収、2輪と4輪レース最高峰のオーナーが同一に - オートスポーツ・2024年4月1日
3. ↑  Sam Tremayne (2012年10月2日). “Dorna to organise both World Superbikes and MotoGP from 2013”. autosport.com (Haymarket Media Group) 2015年3月20日閲覧。
4. ↑  “Liberty Media announces acquisition of MotoGP”.   Dorna Sports SL.. 2024年4月1日閲覧。